# 小行星20793
小行星20793（20793 Goldinaaron）是一颗绕太阳运转的小行星，为主小行星带小行星。该小行星于2000年9月24日发现。

## 轨道参数
小行星20793的轨道半长轴为2.6222892 UA，离心率为0.123。